# Alain Bonnafous (économiste)
Pour les articles homonymes, voir Alain Bonnafous et Bonnafous.
 (juillet 2021).
Alain Bonnafous, né le 26 février 1942 à Agen, est un économiste français spécialisé en économie des transports. Il a été lauréat en 2010 à Lisbonne du « Jules Dupuit Prize » attribué tous les trois ans, pour l’ensemble des travaux d’un chercheur, par la World Conference on Transport Research. Il a fait toute sa carrière universitaire à l’Université Lyon 2 puis à Sciences Po Lyon. Il est aujourd’hui professeur honoraire de l’université de Lyon et chercheur associé au LAET.

## Biographie
À sa sortie de l’École Centrale de Lyon en 1965, il choisit de poursuivre des études de sciences économiques entamées alors qu’il était élève-ingénieur et, parallèlement, poursuit un troisième cycle de mathématiques appliquées. Il soutient une thèse dans chacune de ces disciplines (de mathématique appliquée à Lyon 1 et de sciences économiques à Lyon 2). Recruté comme chercheur au CNRS en 1968 il choisit le professorat et passe l’agrégation de l’enseignement supérieur en 1973.
Ses thèses traitaient de méthodes statistiques et de l’économétrie mais ses travaux de recherche ont très tôt concerné l’économie des transports. Alors qu’il dirigeait une équipe de l’Université Lyon 2 associée au CNRS traitant des transports et de l’aménagement, il est sollicité par l’Ecole Nationale des Travaux Publics de l’Etat pour diriger dans le même domaine une équipe de recherche en gestation. Il propose de fusionner les deux équipes en un laboratoire commun qui sera un laboratoire associé au CNRS, créé en 1979 sous le nom de Laboratoire d’Economie des Transports (LET). Alain Bonnafous le dirigera jusqu’en 1992 et y poursuivra ensuite ses recherches y compris après son départ en retraite en 2009.
Il a assuré différentes fonctions universitaires électives comme la vice-présidence « Recherche » de l’Université Lyon 2 (1981-84) ou la direction de la Maison des Sciences de l’Homme de Lyon (1996-2007). Sur le plan international, il a exercé deux mandats (1992-1998) comme Chairman de la World Conference on Transport Research Society qui organise tous les trois ans la principale conférence mondiale sur la socio-économie des transports.

## Recherches et publications
Le Harzing’s recense un peu plus de 200 de ses publications scientifiques et lui attribue un facteur H de 18.
Ses travaux en économie des transports ont initialement concerné deux domaines : d’une part les méthodes d’évaluation et tout particulièrement la prise en compte des effets des politiques des transports sur l’environnement, sur les territoires concernés ou encore sur l’équité sociale ; d’autre part l’élaboration de modèles permettant de simuler les effets d’une mesure particulière sur les trafics ou le partage modal. Sur cette modélisation, il a été auteur ou co-auteur de plusieurs modèles de simulation qui ont été utilisés dans un grand nombre de recherches : le modèle Quin-Quin pour les transports urbains, le modèle Quin-Quin-Fret pour les transports de marchandise, le modèle SD-Fret qui restitue la dynamique du marché du fret en France sur 150 ans , ou encore le modèle Freturb pour les marchandises en ville.
Il a également écrit des ouvrages plus généraux, par exemple sur la ville (Physionomies de la ville, avec Hugues Puel), sur l’épistémologie de l’économie (Le siècle des ténèbres de l’économie) ou encore sur les approches pluridisciplinaires (Académiquement correct) en collaboration avec des collègues d’une dizaine de disciplines.

## Critiques et controverses
Dans le milieu des économistes des transports, il est considéré comme libéral du fait, en particulier, de ses positions en faveur de l’ouverture à la concurrence dans le domaine ferroviaire, y compris en défendant la réforme britannique de 1994 à un moment où elle était considérée par les médias comme un désastre et longtemps avant que les chemins de fer du Royaume Uni ne soient reconnus comme les mieux rénovés d’Europe, les mieux appréciés par les usagers et les moins coûteux pour les finances publiques. Cette option libérale est également marquée par ses travaux sur l’économie des partenariats public-privés, qu’il s’agisse de concessions ou de contrats de partenariat. Ses écrits sont toutefois indépendants de tout engagement politique formel à l’exception de la campagne sur le traité de Maastricht dans laquelle il s’est publiquement engagé pour le non. Ses positions ont par ailleurs donné lieu à des controverses sur certains sujets. Co-auteur du premier ouvrage qui, en 1977, suggérait de prendre en compte l’environnent dans l’évaluation des politiques de transport, il a beaucoup publié sur ce thème, y compris un rapport officiel, mais aussi des articles plus polémiques dans lesquels il a dénoncé certaines suggestions de « l’écologisme », en avançant même qu’elles relevaient trop souvent d’un « écocide ».
Certains de ces articles parus sur des sites de débat comme LeMonde.fr ou FigaroVox lui ont valu des attaques virulentes, en particulier lorsqu’il y dénonce l’effet de la politique anti-diesel et observe que les émissions moyennes de CO2 des véhicules neufs en France ont augmenté pour la première fois en 2017, alors qu’elles avaient baissé de 27 % en un quart de siècle. Il souligne que cette offensive contre le diesel bat son plein au moment même où les moteurs diesel sont devenus plus propres que les moteurs à essence de même puissance, y compris pour les particules ultrafines.

## Activités extra-universitaires
Dès les années 70, il a été concerné par le recours aux expertises universitaires par les organismes internationaux et a assuré de multiples missions d’expert-consultant, que ce soit pour la Commission des Communautés Européennes, l’OCDE ou la Banque Mondiale. Plusieurs dizaines de ses rapports pour la Conférence Européenne des Ministres des Transports (CEMT) ou l’International Transport Forum (ITF) ont ainsi été édités par l’OCDE.
Outre plusieurs missions de terrain qu’il a effectuées en Afrique pour la Banque Mondiale, il a préparé dans ses locaux de Washington une part du programme de recherche dit SSATP (Sub-Saharian Africa Transport Program) ; plus précisément la part qui concerne le camionnage en Afrique Sub-Saharienne. Entamé à la fin des années 80, ce programme est toujours en vigueur et alimente les politiques de transport en Afrique.
Sur le plan national, Alain Bonnafous a été sollicité dans de multiples missions ou fonctions officielles. En dépit de son positionnement libéral, il a été nommé en 1981 par Charles Fiterman, ministre communiste des transports, au sein de la « Commission Kahn » en charge de proposer les éléments de la Loi d’Orientation des Transports Intérieurs (LOTI) de décembre 1982, loi qui va organiser pour longtemps le transport en France. Le même ministre le nommera vice-président du Conseil National des Transports (CNT) à sa création en 2004, fonction qu’il assurera jusqu’en 2010 à la suppression de cet organisme de concertation qu’avait instauré la LOTI.
Il a également assuré différentes présidences de groupes de travail au Commissariat général du Plan, notamment de l’atelier sur « les orientations stratégiques de la politique de transport et leurs implications à moyen terme » (de 1992 à 1999). Il a également été nommé membre du conseil d’administration de Réseau Ferré de France (de sa création en 1997 à 2010) et il a présidé le comité financier de ce CA.

## Distinctions scientifiques
- Award of the best communication (écrite avec Pablo Jensen) de la Xth World Conference on Transport Research (sur 600 communications évaluées, Istanbul, 4-8 juillet 2004).
- Pour fêter ses 50 ans en 2004, la Conférence européenne des ministres des Transports a désigné, sur la base de leurs contributions passées, sept scientifiques européens (« Magnificent Seven »), dont Alain Bonnafous, pour rédiger l’ouvrage qui a marqué cet anniversaire[21] .
- Lauréat du « Jules Dupuit Prize » de la XIIth World Conference on Transport Research (Lisbonne, 11-15 juillet 2010), prix distinguant tous les trois ans une carrière scientifique.
- Award of the best communication (écrite avec B. Faivre d’Arcier) de la XIIIth World Conference on Transport Research (sur 920 communications évaluées - Rio, 15-18 juillet 2013). Alain Bonnafous est ainsi le seul chercheur à être distingué par deux fois pour le prix de la meilleure communication de la WCTR.